# Arbon, Haute-Garonne
Arbon, Haute-Garonne là một xã thuộc tỉnh Haute-Garonne trong vùng Occitanie ở tây nam nước Pháp. Xã nằm ở khu vực có độ cao trung bình 580 mét trên mực nước biển.